# Melanella californica
Melanella californica är en snäckart som beskrevs av Bartsch 1917. Melanella californica ingår i släktet Melanella och familjen Eulimidae. Inga underarter finns listade i Catalogue of Life.